# والنتینا کورتزه
والنتینا کورتس (ایتالیایی: Valentina Cortese؛ زادهٔ ۱ ژانویهٔ ۱۹۲۳ – درگذشتهٔ ۱۰ ژوئیهٔ ۲۰۱۹) بازیگر اهل ایتالیا بود.

## افتخارات
- نامزد جایزه اسکار بهترین بازیگر نقش مکمل زن سال ۱۹۷۵ بخاطر بازی در فیلم شب آمریکایی

## فیلم‌شناسی
از فیلم‌هایی که وی در آن نقش داشته‌است، می‌توان به کنت آکوئیلا، نخستین عشق (۱۹۴۱)، شهبانوی ناوارا (۱۹۴۲)، شام دلقک (۱۹۴۲)، خانه‌ای در تلگراف هیل (۱۹۵۱)، باراباس (۱۹۶۱)، دختری که زیاد می‌دانست (۱۹۶۳)، همسر شیطان (۱۹۷۷) و نامزد (۱۹۸۹) اشاره کرد.